# شهرستان یانگچو
شهرستان یانگچو (به لاتین: Yangqu County) یک شهرستان‌های جمهوری خلق چین در چین است که در تائی‌یوان واقع شده‌است.